# Campeonato Nacional de Basquete Masculino de 1991
O Campeonato Nacional de Basquete Masculino de 1991 (2ª edição), mais conhecido à época em que foi realizado como Liga Nacional de Basquete Masculino de 1991, foi um torneio realizado a partir de 16 de janeiro até 4 de abril de 1991 por onze equipes representando quatro estados.

## Participantes
Corinthians, Santa Cruz do Sul/RS

 Franca, Franca/SP

 Ginástico, Belo Horizonte/MG

 Ipê, Jales/SP

 Jóquei Clube, Goiânia/GO

 Minas, Belo Horizonte/MG

 Palmeiras, São Paulo/SP

 Pirelli, Santo André/SP

 Rio Claro, Rio Claro/SP

 Sogipa, Porto Alegre/RS

 Uberlândia T.C., Uberlândia/MG

## Regulamento

### Fórmula de disputa
O Campeonato Nacional de Basquete Masculino foi disputado por 11 equipes em duas fases:
- Fase classificatória: As 11 equipes foram divididas em dois grupos, onde disputaram partidas em um sistema de turno e returno, em que enfrentaram todos os adversários do grupo em seu mando de quadra e fora dele. Classificaram-se as quatro melhores equipes de cada grupo.
- Playoffs: As oito equipes classificadas jogaram num sistema mata mata e a vencedora desses foi declarada Campeã Nacional de Basquete Masculino de 1991. É dividida em três partes: 
  - Quartas de final: Foi disputada pelas equipes que passaram da primeira fase, seguindo a lógica: (1ª x 8ª); (2ª x 7ª); (3ª x 6ª); (4ª x 5ª). Estas jogaram partidas em melhor de três (jogos), sendo um mando de campo para cada e o jogo de desempate, se houvesse, no ginásio da equipe com o melhor índice técnico da fase classificatória.
  - Semifinais: Foi disputada pelas equipes que passaram das quartas de final, seguindo a lógica: vencedor A x vencedor D e vencedor B x vencedor C. Estas jogaram partidas em melhor de 3 (jogos), sendo um mando de campo para cada e o jogo de desempate, se houvesse, no ginásio da equipe com o melhor índice técnico da fase classificatória.
  - Final: Foi disputada entre as duas equipes vencedoras das semifinais, em melhor de cinco (jogos), sendo dois mandos de campo para cada e o jogo de desempate, se houvesse, no ginásio da equipe com o melhor índice técnico da fase classificatória. A equipe vencedora foi declarada campeã da competição.

### Critérios de desempate
1º: Confronto direto

2º: Saldo de cestas dos jogos entre as equipes

3º: Melhor cesta average (se o empate foi entre duas equipes)

4º: Sorteio

### Pontuação
Vitória: 2 pontos

Derrota: 1 ponto

Não comparecimento: 0 pontos

## Classificação
| 1 | Ipê/Perdigão/Soler | 18 | 10 | 8 | 2 | 1018 | 904  | 1,12610 |
| 2 | Ravelli/Franca     | 17 | 10 | 7 | 3 | 976  | 855  | 1,14152 |
| 3 | Corinthians        | 16 | 10 | 6 | 4 | 1042 | 919  | 1,13384 |
| 4 | CESP/Rio Claro     | 15 | 10 | 5 | 5 | 934  | 938  | 0,99573 |
| 5 | E.C. Ginástico     | 12 | 10 | 2 | 8 | 739  | 852  | 0,86737 |
| 6 | Joquei Clube       | 11 | 10 | 1 | 9 | 811  | 1045 | 0,77608 |

PTS - pontos, J - jogos, V - vitórias, D - derrotas, PP - pontos pró, PC - pontos contra, PA - pontos average
| 1 | S.E. Palmeiras  | 16 | 8 | 8 | 0 | 865 | 691 | 1,25180 |
| 2 | C. A. Pirelli   | 13 | 8 | 5 | 3 | 818 | 687 | 1,19068 |
| 3 | BMG/Minas T.C.  | 13 | 8 | 5 | 3 | 725 | 662 | 1,09517 |
| 4 | Sogipa/Pepsi    | 9  | 8 | 1 | 7 | 637 | 810 | 0,78642 |
| 5 | Uberlândia T.C. | 9  | 8 | 1 | 7 | 606 | 801 | 0,75655 |

PTS - pontos, J - jogos, V - vitórias, D - derrotas, PP - pontos pró, PC - pontos contra, PA - pontos average
|  |                                           |
|  | Zona de classificação às quartas de final |

## Fase final
|  | Quartas de final | Quartas de final   | Quartas de final | Quartas de final | Quartas de final | Quartas de final | Quartas de final   | Quartas de final |     |     | Semifinal | Semifinal | Semifinal | Semifinal | Semifinal | Semifinal | Semifinal | Semifinal |  |  | Final | Final              | Final | Final | Final | Final | Final | Final |
|  |                  |                    |                  |                  |                  |                  |                    |                  |     |     |           |           |           |           |           |           |           |           |  |  |       |                    |       |       |       |       |       |       |
|  | 1A               | Ipê/Perdigão/Soler | 131              | 100              |                  |                  |                    | 2                |     |     |           |           |           |           |           |           |           |           |  |  |       |                    |       |       |       |       |       |       |
|  | 4B               | Sogipa/Pepsi       | 70               | 64               |                  |                  |                    | 0                |     |     |           |           |           |           |           |           |           |           |  |  |       |                    |       |       |       |       |       |       |
|  | 4B               | Sogipa/Pepsi       | 70               | 64               |                  | 1A               | Ipê/Perdigão/Soler | 0                | 116 | 105 | 107       |           |           | 2         |           |           |           |           |  |  |       |                    |       |       |       |       |       |       |
|  |                  |                    |                  |                  |                  |                  |                    |                  | 116 | 105 | 107       |           |           | 2         |           |           |           |           |  |  |       |                    |       |       |       |       |       |       |
|  |                  | 3A                 | Corinthians-RS   | 124              | 103              | 93               |                    |                  | 1   |     |           |           |           |           |           |           |           |           |  |  |       |                    |       |       |       |       |       |       |
|  | 2B               | 3A                 | Corinthians-RS   | 124              | 103              | 93               | C.A. Pirelli       | 99               | 1   | 98  |           |           |           | 0         |           |           |           |           |  |  |       |                    |       |       |       |       |       |       |
|  | 2B               |                    |                  |                  |                  |                  | C.A. Pirelli       | 99               |     | 98  |           |           |           | 0         |           |           |           |           |  |  |       |                    |       |       |       |       |       |       |
|  | 3A               | Corinthians-RS     | 115              | 102              |                  |                  |                    | 2                |     |     |           |           |           |           |           |           |           |           |  |  |       |                    |       |       |       |       |       |       |
|  |                  |                    |                  |                  |                  |                  |                    |                  |     |     |           |           |           |           |           |           |           |           |  |  | 1A    | Ipê/Perdigão/Soler | 96    | 86    | 101   | 78    |       | 1     |
|  |                  |                    | 2A               | Ravelli/Franca   | 92               | 99               | 105                | 99               |     | 3   |           |           |           |           |           |           |           |           |  |  |       |                    |       |       |       |       |       |       |
|  | 2A               | Ravelli/Franca     | 98               | 96               |                  |                  |                    | 2                |     |     |           |           |           |           |           |           |           |           |  |  |       |                    |       |       |       |       |       |       |
|  | 3B               | BMG/Minas          | 84               | 83               |                  |                  |                    | 0                |     |     |           |           |           |           |           |           |           |           |  |  |       |                    |       |       |       |       |       |       |
|  | 3B               | BMG/Minas          | 84               | 83               |                  | 2A               | Ravelli/Franca     | 0                | 94  | 97  | 79        |           |           | 2         |           |           |           |           |  |  |       |                    |       |       |       |       |       |       |
|  |                  |                    |                  |                  |                  |                  |                    |                  | 94  | 97  | 79        |           |           | 2         |           |           |           |           |  |  |       |                    |       |       |       |       |       |       |
|  |                  | 4A                 | CESP/Rio Claro   | 99               | 73               | 68               |                    |                  | 1   |     |           |           |           |           |           |           |           |           |  |  |       |                    |       |       |       |       |       |       |
|  | 1B               | 4A                 | CESP/Rio Claro   | 99               | 73               | 68               | Palmeiras          | 76               | 1   | 88  | 106       |           |           | 1         |           |           |           |           |  |  |       |                    |       |       |       |       |       |       |
|  | 1B               |                    |                  |                  |                  |                  | Palmeiras          | 76               |     | 88  | 106       |           |           | 1         |           |           |           |           |  |  |       |                    |       |       |       |       |       |       |
|  | 4A               | CESP/Rio Claro     | 84               | 81               | 108              |                  |                    | 2                |     |     |           |           |           |           |           |           |           |           |  |  |       |                    |       |       |       |       |       |       |

## Finais

### Primeiro jogo
| 27 de março 15:00 |  | Ravelli/Franca | 92–96 | Ipê/Perdigão/Soler |  | Ginásio Wlamir Marques, São Paulo |  |

### Segundo jogo
| 30 de março 15:00 |  | Ravelli/Franca | 99–86 | Ipê/Perdigão/Soler |  | Ginásio Wlamir Marques, São Paulo |  |

### Terceiro jogo
| 31 de março 15:00 |  | Ipê/Perdigão/Soler | 101–105 | Ravelli/Franca |  | Ginásio Wlamir Marques, São Paulo |  |

### Quarto jogo
| 4 de abril 15:00 |  | Ipê/Perdigão/Soler | 78–99 | Ravelli/Franca |  | Ginásio Wlamir Marques, São Paulo |  |

0
| Campeonato Nacional de Basquete Masculino 1991 |
| ---------------------------------------------- |
| Ravelli/Franca Campeão (7° título Brasileiro)  |